# Lisa Jane Smith
Lisa Jane Smith, als Autorin L. J. Smith, (* in Fort Lauderdale, Florida; † 8. März 2025 in Danville, Kalifornien) war eine US-amerikanische Jugendbuchautorin. Bekannt wurde sie insbesondere durch ihre Reihe Tagebuch eines Vampirs, die seit 2009 auch für eine Fernsehserie unter dem Titel The Vampire Diaries verfilmt wurden. Auch ihre Trilogie Der magische Zirkel wurde 2011/2012 unter dem Titel The Secret Circle als Fernsehserie ausgestrahlt. Obwohl sie die Rechte an beiden Buchserien verloren hatte, schrieb sie weiter Fan-Fiction zu Tagebuch eines Vampirs.

## Leben

### Kindheit und Jugend
Lisa Jane Smith wurde als ältere Tochter von Glenn Carroll Smith und Kathryn Jane Cecilia Check in Florida geboren. Ihr Geburtsjahr wird unterschiedlich angegeben, von 1958 bis 1965. Ihr Vater spielte Football für die Clemson University. Zunächst arbeitete er als Ingenieur, später als Unternehmer, weshalb die Familie nach Anaheim in Kalifornien zog. Bereits bevor sie lesen konnte, erfand Smith Gedichte, die ihre Mutter teilweise aufschrieb, und spielte mit ihren Freunden selbst erfundene Geschichten nach. Sie hatte eine jüngere Schwester namens Judy Lee.
In Anaheim besuchte Smith nach der Elementary School die Cerro Villa Junior High School und die Villa Park High School. Sie studierte an der University of California, Santa Barbara und schloss mit einem Bachelor of Arts in Psychologie und Englisch ab. Anschließend belegte sie Elementary Education und Special Education als Masterstudiengang an der San Francisco State University, mit dessen Abschluss sie sich als Lehrerin qualifizierte. Nach ihrem Studium arbeitete sie zunächst als Lehrerin an einer Elementary School, bis sie sich 1989 für eine Karriere als Autorin entschied.

### Karriere als Autorin
Mit vierzehn Jahren dachte Smith das erste Mal daran, einen Fantasyroman zu schreiben, als sie in einem Haus mit ungewöhnlichen Spiegeln als Babysitterin arbeitete. Sie machte sich Notizen zu einem Plot und Charakteren und benutzte sie später als Grundlage für ihr erstes Buch, das sie bereits in der High School begann. The Night of the Solstice, in Deutschland bislang nicht veröffentlicht, erschien 1987. Als Inspiration gab Smith ihre ehemalige Englischlehrerin an.
Ihr Buch und die Fortsetzung Heart of Valor verkauften sich nicht besonders gut, teilweise aufgrund der unattraktiven Cover, teils weil es für die falsche Zielgruppe veröffentlicht wurde. Dennoch erregte sie die Aufmerksamkeit von Alloy Entertainment. Kurz nach dem Erscheinen ihres ersten Buches erhielt sie das Angebot, einen Vampirroman für Jugendliche zu schreiben. Allerdings handelte es sich um einen sogenannten Work for hire-Vertrag, der die Bücher zu einer reinen Auftragsarbeit der Autorin machte, während der Verlag alle Rechte an der Reihe behielt. „Es bedeutete, dass ich im Grunde alle normalen Rechte einer Autorin aufgab, inklusive des Rechts, meine Bücher weiterhin zu schreiben.“ Innerhalb von neun Monaten schrieb sie ihre Trilogie Tagebuch eines Vampirs. Dabei griff sie auf Charaktere zurück, die sie ursprünglich für einen Erwachsenenroman erstellt hatte. Harper Collins kaufte die Trilogie und veröffentlichte sie 1991. 1992 erschien die Fortsetzung, sowie Smiths neue Trilogie Der magische Zirkel. Dank der Aufmerksamkeit, die sie durch ihre neuen Bücher erregte, wurden auch ihre ersten beiden Bücher zu Bestsellern.
Im Jahr 2009 wurden Smiths Bücher neu aufgelegt, da der Erfolg von Stephenie Meyers Twilight-Serie Vampirliteratur wieder populär gemacht hatte. Tagebuch eines Vampirs wurde ein Bestseller und The CW kaufte die Rechte für eine Fernsehserie, die unter dem Titel The Vampire Diaries ausgestrahlt wurde. Smith schrieb die Return-Trilogie als Fortsetzung von Tagebuch eines Vampirs und sandte dem Verlag sowohl Jagd im Abendrot als auch ihre Ideen für Jagd im Mondlicht zu. Doch trotz des Erfolges ihrer Bücher hatte der Verlag andere Vorstellungen, wie sich die Serie weiterentwickeln sollte. Unter Berufung auf den Work for hire-Vertrag kündigte der Verlag der Autorin und heuerte einen Ghostwriter an, der die Serie fortführen sollte.
Offiziell hieß es von Seiten Alloy Entertainment, dass sie „in eine andere Richtung gehen wollten als die Autorin“. Smith selbst vermutete, dass der Verlag die Buchserie stärker an die TV-Serie annähern wolle und dass sie zu diesem Zweck kürzere Bücher bevorzugten. In einer angeblichen E-Mail der Autorin an einen Fan der Serie, veröffentlicht auf der Plattform Tumblr, heißt es:

„Sie schickten mir einen Brief, der an den anonymen Ghostwriter geschrieben war, der die Serie übernehmen sollte. Weil ich über Damons und Elenas Liebe geschrieben habe - und auch über Damons Gefühle für Bonnie, zweifellos - wurde ich von der Serie ausgeschlossen. [...] Und damit wird nun der Rest der Serie, egal wie lange sie andauert, von einem anonymen Ghostwriter geschrieben und nicht von mir. Ich habe gekämpft und gekämpft, bis selbst mein Agent mich nicht mehr unterstützte. Aber Harper (der Verleger) und Alloy sind sich einig. [...] Mir wurde explizit gesagt, dass ich Elena realisieren lassen sollte, dass, obwohl sie Damon sehr mag, Stefano ihre wahre Liebe ist. Ich beschloss es nicht zu tun, da es sich für mich nicht richtig anfühlte. Doch genau das wird mit dem Rest der Serie geschehen, denn ich werde nicht da sein, um zu widersprechen.“

Der Wahrheitsgehalt dieser Aussage sowie die Authentizität der E-Mail lässt sich nicht nachprüfen, da Alloy Entertainment niemals die Details des Konflikts enthüllte. Auch Der magische Zirkel wurde dem Ghostwriter übergeben, was Smith zu der Aussage veranlasste, dass Work for Hire dazu beigetragen hatte, „ihr Kind Glied für Glied zu verstümmeln und zu zerstören“.
Nach dem Verlust der beiden Serien arbeitete Smith daran, ihre Serie Night World abzuschließen. Das Erscheinungsdatum des 10. Bandes mit dem Titel Strange Fate verzögerte sich jedoch. Im Januar 2014 veröffentlichte sie auf der Amazon-Plattform Kindle Worlds mit der Reihe Evensong ihre eigene Fortsetzung von Tagebuch eines Vampirs. Die beiden veröffentlichten Geschichten – Paradise Lost und War of the Roses: Part 1 – haben den Status von Fan-Fiction und gehören damit nicht zum offiziellen Kanon. Des Weiteren arbeitete sie an ihrer Geschichte The last Lullaby.

### Privatleben
1998 zog Smith sich für zehn Jahre aus dem Autorengeschäft zurück, um sich ihrer Familie zu widmen. Ihr Schwager war an schwarzem Hautkrebs erkrankt, und Smith half ihrer Schwester mit deren Kindern. Auch kümmerte sie sich um ihre Mutter, die am 10. Januar 2007 an Lungenkrebs starb. Während die Autorin bereitwillig Fragen zu ihren Hobbys und Vorlieben beantwortete, schirmt sie ihr Privatleben rigoros ab, sodass selbst ihr Geburtsjahr umstritten ist. Sie lebte mit einer Mitbewohnerin im Norden Kaliforniens in den Vereinigten Staaten und hatte einen Hund und mehrere Katzen. Über ihren Blog gab sie Ende 2015 bekannt, dass sie mit Granulomatose mit Polyangiitis diagnostiziert wurde.
Lisa Jane Smith starb im März 2025 nach langer Krankheit im kalifornischen Danville. Laut einem Nachruf auf Locus Online war sie 66 Jahre alt.

## Werke
Night of the Solstice
- 1987: The Night of the Solstice, Prentice Hall & IBD 1989, ISBN 978-0-356-16800-5.
- 1990: Heart of Valor, Simon & Schuster Children's Publishing 1990, ISBN 978-0-02-785861-7.

The Vampire Diaries / Tagebuch eines Vampirs-Reihe
- The Awakening, HarperTeen, New York 1991, ISBN 978-1-4449-0071-2.
  - Auf Deutsch: Im Zwielicht, übersetzt von Ingrid Gross, cbt Verlag, München 2008, ISBN 978-3-57030497-6.
- The Struggle, HarperTeen, New York 1991, ISBN 978-0-06-199076-2.
  - Auf Deutsch: Bei Dämmerung, übersetzt von Ingrid Gross, cbt Verlag, München 2008, ISBN 978-3-57030498-3.
- The Fury, HarperTeen, New York 1991, ISBN 978-0-06-199077-9.
  - Auf Deutsch: In der Dunkelheit, übersetzt von Ingrid Gross, cbt Verlag, München 2008, ISBN 978-3-57030499-0.
- Dark Reunion, Hodder Children's Books 2001, ISBN 978-0-340-84352-9.
  - Auf Deutsch: In der Schattenwelt, übersetzt von Ingrid Gross, cbt Verlag, München 2008, ISBN 978-3-57030500-3.
- The Return: Nightfall, HarperTeen, New York 2009, ISBN 978-0-06-172080-2.
  - Auf Deutsch: Rückkehr bei Nacht, übersetzt von Michaela Link, cbt Verlag, München 2010, ISBN 978-3-57030664-2.
- The Return: Shadow Souls, HarperTeen, New York 2010, ISBN 978-0-06-172083-3.
  - Auf Deutsch: Seelen der Finsternis, übersetzt von Michaela Link, cbt Verlag, München 2010, ISBN 978-3-57030703-8.
- The Return: Midnight, HarperTeen, New York 2011, ISBN 978-0-06-172085-7.
  - Auf Deutsch: Schwarze Mitternacht, übersetzt von Michaela Link, cbt Verlag, München 2011, ISBN 978-3-57038012-3.
- The Hunters: Phantom, HarperTeen, New York 2011, ISBN 978-0-06-201769-7.
  - Auf Deutsch: Jagd im Abendrot (teilweise von einem Ghostwriter)[11], übersetzt von Michaela Link, cbt Verlag, München 2012, ISBN 978-3-57038016-1.
- The Hunters: Moonsong, HarperTeen, New York 2012, ISBN 978-0-06-201771-0.
  - Auf Deutsch: Jagd im Mondlicht, übersetzt von Michaela Link, cbt Verlag, München 2012, ISBN 978-3-57038027-7.
- The Hunters: Destiny Rising, HarperTeen, New York 2012, ISBN 978-0-06-201774-1.
  - Auf Deutsch: Jagd im Morgengrauen, übersetzt von Michaela Link, cbt Verlag, München 2013, ISBN 978-3-57038028-4.
- The Salvation: Unseen, 47North, Seattle 2013, ISBN 978-1-4778-0967-9.
  - Auf Deutsch: Dunkle Ewigkeit, übersetzt von Michaela Link, cbt Verlag, München 2014, ISBN 978-3-57038047-5.
- The Salvation: Unspoken, 47North, Seattle 2013, ISBN 978-1-61218-462-3.
  - Auf Deutsch: Im Bann der Ewigkeit, übersetzt von Michaela Link, cbt Verlag, München 2014, ISBN 978-3-57038053-6.
- The Salvation: Unmasked, 47North, Seattle 2014, ISBN 978-1-4778-2335-4.
  - Auf Deutsch: Im Licht der Ewigkeit, übersetzt von Michaela Link, cbt Verlag, München 2015, ISBN 978-3-57038056-7.

Der magische Zirkel / The Secret Circle
- The Initiation, HarperCollins 1992, ISBN 978-0-06-106712-9.
  - Auf Deutsch: Die Ankunft, übersetzt von Ingrid Gross, cbt Verlag 2010, ISBN 978-3-57030660-4.
- The Captive, HarperTeen 1992, ISBN 978-0-06-106715-0.
  - Auf Deutsch: Der Verrat, übersetzt von Ingrid Gross, cbt Verlag 2010, ISBN 978-3-57030661-1.
- The Power, HarperTeen 1992, ISBN 978-0-06-106719-8.
  - Auf Deutsch: Die Erlösung, übersetzt von Ingrid Gross, cbt Verlag 2010, ISBN 978-3-57030662-8.
- The Divide, HarperTeen 2013, ISBN 978-0-06-213039-6.
  - Auf Deutsch: Der Abgrund, übersetzt von Michaela Link, cbt Verlag 2013, ISBN 978-3-57038041-3.
- The Hunt, HarperTeen, 2012, ISBN 978-0-06-213042-6.
  - Auf Deutsch: Die Hexenjagd, übersetzt von Michaela Link, cbt Verlag 2014, ISBN 978-3-57038042-0.
- The Temptation, 2014
  - Auf Deutsch: Die Versuchung, übersetzt von Michaela Link, cbt Verlag 2014, ISBN 978-3-57030931-5.

Forbidden Game
- Das dunkle Spiel - Die Gejagte, cbt Verlag 2012, ISBN 978-3-57038022-2.
- Das dunkle Spiel - Die Beute, cbt Verlag 2012, ISBN 978-3-57038021-5.
- Das dunkle Spiel - Die Entscheidung, cbt Verlag 2012, ISBN 978-3-57038023-9.
- The Forbidden Game: The Hunter; The Chase; The Kill, Simon Pulse 2010, ISBN 978-1-4169-8940-0.

Visionen der Nacht
- Die dunkle Gabe, cbt Verlag 2011, ISBN 978-3-57038000-0.
- Der geheime Bund, cbt Verlag 2011, ISBN 978-3-57038001-7.
- Der tödliche Bann, cbt Verlag 2011, ISBN 978-3-57038002-4.

Night World
- 1. Engel der Verdammnis (Dark Angel), cbt Verlag 2009, ISBN 978-3-57030633-8.
- 2. Prinz des Schattenreichs (Black Dawn), cbt Verlag 2009, ISBN 978-3-57030634-5.
- 3. Jägerin der Dunkelheit (The Chosen), cbt Verlag 2009, ISBN 978-3-57030635-2.
- 4. Retter der Nacht (Secret Vampire), cbt Verlag 2010, ISBN 978-3-57030712-0.
- 5. Gefährten des Zwielichts (Soulmate), cbt Verlag 2010, ISBN 978-3-57030713-7.
- 6. Töchter der Finsternis (Daughters of Darkness), cbt Verlag 2010, ISBN 978-3-57030714-4.
- 7. Schwestern der Dunkelheit (Spellbinder), cbt Verlag 2011, ISBN 978-3-57038013-0.
- 8. Herr der Dämmerung (Huntress), cbt Verlag 2011, ISBN 978-3-57038014-7.
- 9. Kriegerin der Nacht (Witchlight), cbt Verlag 2011, ISBN 978-3-57038015-4.

Die Reihen Stefan´s Diaries, Hunters, Salvation und die Fortsetzungen von Der magische Zirkel stammen aus der Feder eines Ghostwriters.